# جبل الحصان
يقع جبل الحصان في شمال منطقة القوارة أحد مراكز منطقة القصيم.حيث تبلغ مساحته 0.20 كيلومتر، ويبلغ إرتفاعة 2200 قدم عن سطح البحر.